# Kering
Kering (anteriormente PPR, como siglas de Pinault-Printemps-Redoute) (Euronext: PP) es un grupo de empresas comerciales francesas creadas por el empresario y millonario François Pinault. El grupo PPR desarrolla la comercialización de un conjunto de marcas mundiales, marcas para el gran público y marcas de lujo, que son distribuidas por 120 países. Los títulos de PPR cotizan en la bolsa Euronext París.
El 22 de marzo de 2013 Pinault anunció que el grupo cambiaría su nombre por el de Kering, lo que fue aprobado por los accionistas el 18 de junio de 2013.

## Historia

### Origen del grupo
El 2 de junio de 1962, François Pinault inaugura los establecimientos Pinault especialistas en un inicio en el negocio de la madera, y de los materiales de construcción. En un inicio bretona, la empresa fue creciendo poco a poco por crecimiento orgánico y adquisiciones sucesivas hasta alcanzar una envergadura nacional. En 1987, el grupo Pinault toma el control de grupo papelero La Chapelle d’Arblay en dificultades. Este será revendido en 1990 al grupo finlandés Kymmene. Pinault SA es introducida en el mercado secundario de la bolsa de París en 1988 y abre su capital a inversores como Crédit Lyonnais o AGF.

### Diversificación a la distribución al gran público
En marzo de 1990, François Pinault es elegido presidente de la CFAO, especializado en la distribución de material eléctrico y del negocio con África. En abril de 1991 Pinault SA hace su entrada en el sector de la distribución al gran público, con la toma de control de Conforama.
Ese mismo año 1992, nace el grupo Pinault-Printemps con la toma de control de Au Printemps SA manteniendo igualmente una participación accionarial del 54% de La Redoute y de Finaref. En 1994, La Redoute es absorbida por Pinault-Printemps, renombrada Pinault-Printemps-La Redoute. Y en julio, el grupo toma el control de la empresa de distribución de productos culturales Fnac.

### Entrada en el sector del lujo y material deportivo
El año 1999 marca la entrada de PPR en el sector del lujo con la adquisición del 42% del Grupo Gucci. Desde entonces el grupo PPR continua con la construcción de un grupo multimarcas en el sector del lujo, con las adquisiciones por el Grupo Gucci de Yves Saint Laurent, de YSL Beauté, y de Sergio Rossi, y después en 2000, el joyero Boucheron y el fabricante de relojes Bedat & Cie.
En 2001, continúan las adquisiciones de marcas de lujo: el Grupo Gucci adquiere Bottega Veneta y Balenciaga, y firma acuerdos de asociación con Stella McCartney y Alexander McQueen. Entre 2001 y 2004, PPR fortalece su participación dentro del capital del Grupo Gucci.
En 2003, PPR vende la sociedad Pinault Bois et Matériaux al grupo británico Wolseley. Esta venta supone la salida del grupo PPR del negocio original de la madera, siendo en ese momento el segundo distribuidos francés de materiales de construcción y de importación y transformación de madera. Pinault Bois et Matériaux fue vendida por 565 millones de euros.
El 18 de mayo de 2005, Pinault-Printemps-Redoute cambia su denominación social para convertirse simplemente en PPR.
En el año 2007, con la adquisición de una participación de control en la empresa de material deportivo puma, el grupo PPR hace su entrada en este sector comercial. En el año 2008 PPR vende YSL Beauté a L'Oréal por 1.150 millones de euros, y al año siguiente el Grupo Gucci vende Bedat & Cie, relojero suizo, a Luxury Concepts. El 18 de marzo de 2011, el grupo finaliza la cesión de Conforama a Steinhoff International marcando una etapa de consolidación del grupo el en sector del lujo y el material deportivo. El 3 de mayo de 2011, el grupo PPR lanza una OPA amistosa sobre Volcom, una empresa especializada en deportes extremos. Esta adquisición refuerza el nuevo posicionamiento de PPR como lo indica François-Henri Pinault: « Volcom y Puma son complementarias y ofrecen numerosas sinergias».
En enero de 2012, PPR finaliza la adquisición de la marca de moda italiana Brioni.

## Organización

### Organización y marcas del grupo
El grupo se compone de cuatro ramas operacionales: la división de lujo, material deportivo, Fnac y Redcats.
En 2011, las principales marcas del grupo son:
- La división de artículos de lujo comprende el diseño, fabricación y comercialización de productos especialmente en los sectores de la marroquinería, calzado, prêt-a-porter, relojería y joyería. Las marcas son:
  - Gucci (100 % de las acciones)
  - Yves Saint Laurent (100 % de las acciones)
  - Sergio Rossi (100 % de las acciones)
  - Boucheron (100 % de las acciones)
  - Bottega Veneta (100 % de las acciones)
  - Balenciaga (91 % de las acciones)
  - Alexander McQueen (100 % de las acciones)
  - Stella McCartney (50 % de las acciones)
  - Brioni (100 % de las acciones)
  - Girard-Perregaux (50,1 % de las acciones).
- Material deportivo:
  - Puma (71,6 % de las acciones) es una marca de material deportivo de calzado, ropa y accesorios deportivos.
  - Volcom (86% de las acciones).
- Fnac (100 % de las acciones) es una cadena de grandes almacenes especializada en la distribución de productos culturales (música, literatura, cine, videojuegos) y electrónica (hi-fi, informática, televisión) en Francia, Bélgica, España, Portugal y otros países.
- Redcats Group (100 % de las acciones) es un grupo de marcas europeas y americanas especializadas en la venta a distancia por internet.

### Consejo de administración[22]
- François Pinault - Presidente de honor
- François-Henri Pinault - Presidente-director general
- Jean-François Palus director general delegado, director financiero (salario 2009: 1.047.487€[23])
- Patricia Barbizet - Vicepresidente
- Baudouin Prot
- Philippe Lagayette
- Caroline Puel

Administradores independientes
- Aditya Mittal
- Luca Cordero di Montezemolo
- Jean-Philippe Thierry
- Jean-Pierre Denis
- Laurence Boone
- Yseulys Costes

## Datos financieros
| Año                      | 2006   | 2007   | 2008   | 2009   | 2010   |
| ------------------------ | ------ | ------ | ------ | ------ | ------ |
| Cifra de negocio         | 17 931 | 19 761 | 17 207 | 13 584 | 14 605 |
| Resultado de explotación | 1 540  | 1 789  | 1 441  | 1 240  | 1 531  |
| Resultado neto           | 680    | 904    | 921    | 951    | 965    |
| Deuda financiera         | 3 461  | 2 980  | 5 510  | 4 367  | 4 000  |

Cesiones y ventas que modifican de manera significativa las cifras mostradas más arriba:
- 2006 Venta de Printemps
- 2007 Adquisición de Puma
- 2008 Venta de YSL Beauté
- 2009 Venta de CFAO
- 2010 Venta de la marca Conforama[27]

PPR responde a las exigencias de conformidad del estándar financiero MSI 20000.

### Datos bursátiles
- Fecha de entrada en bolsa: 25 de octubre de 1988 en el mercado secundario
- Acciones cotizadas en la bolsa de París
- Miembro del índice CAC 40 desde el 9 de febrero de 1995

- Accionistas principales:
  - Artémis 40,8 %

| Año                                          | 2007    | 2008      | 2009    | 2010    |
| -------------------------------------------- | ------- | --------- | ------- | ------- |
| Número de acciones cotizadas en millones     | 128     | 128.4     | 126.5   | 126.8   |
| Capitalización bursátil en millones de euros | 14 089  | 5 897     | 10 661  | 15 093  |
| Número de transacciones diarias              | 692 022 | 1 116 420 | 701 105 | 453 415 |

## Fundación PPR
En 2008, PPR lanza la Fundación PPR par la Dignidad de los Derechos de las Mujeres. Esta fundación, dirigida por Céline Bonnaire, tiene por vocación luchar contra la violencia contra las mujeres y promover la ayuda al desarrollo en beneficios de las mujeres. Las acciones de la fundación se organizan en torno a cinco ejes:
- Apoyo a las acciones contra la violencia;
- Apoyo a las acciones de ayuda al desarrollo;
- Micro-financiación;
- El patrocinio de los emprendedores sociales;
- Acciones de sensibilización y prevención.